# Anantnag
Anantnag (kaszmirski: अनन्तनाग / اننتناگ /Anaṁtnāg), miasto i gmina w dystrykcie o tej samej nazwie, w stanie Dżammu i Kaszmir, w północnych Indiach. Anantnag jest ważnym ekonomicznym i handlowym ośrodkiem w Kotlinie Kaszmirskiej. Miasto liczy 108 505 mieszkańców (2011 r.).